# Phallusia millari
Phallusia millari är en sjöpungsart som beskrevs av Kott 1985. Phallusia millari ingår i släktet Phallusia och familjen Ascidiidae. Inga underarter finns listade i Catalogue of Life.